# Gjilan
Gjilan (albanska: Gjilan/i, serbiska: Gnjilane, Гњилане) är en stad i östra Kosovo, 35 kilometer sydöst om Pristina. Den är administrativt centrum i kommunen med samma namn. Gjilan ligger 513 meter över havet och antalet invånare är 51 912 i staden och knappt 90 000 i hela kommunen. Området runt staden är mycket rikt på mineraler, särskilt järn. 
Terrängen runt Gjilan är kuperad norrut, men söderut är den platt. Runt Gjilan är det ganska tätbefolkat, med 222 invånare per kvadratkilometer. Gjilan är det största samhället i trakten. Trakten runt Gjilan består till största delen av jordbruksmark.